# (12749) Odokaigan
(12749) Odokaigan est un astéroïde de la ceinture principale.

## Description
(12749) Odokaigan est un astéroïde de la ceinture principale. Il fut découvert le 2 février 1993 à Geisei par Tsutomu Seki. Il présente une orbite caractérisée par un demi-grand axe de 2,34 UA, une excentricité de 0,13 et une inclinaison de 5,4° par rapport à l'écliptique.